# Apanteles demades
Apanteles demades är en stekelart som beskrevs av Nixon 1965. Apanteles demades ingår i släktet Apanteles och familjen bracksteklar. Inga underarter finns listade i Catalogue of Life.